# Clara Barberi
Pour les articles homonymes, voir Barberi.
Clara Barberi est une joueuse de hockey sur gazon argentine. Elle évolue au poste de gardien de but à Lomas et avec l'équipe nationale argentine.

## Biographie
Elle est née le 19 avril 1992 à Buenos Aires.

## Carrière
- Elle a fait ses débuts en équipe première le 3 avril 2021 contre à l'Allemagne à Buenos Aires lors de la Ligue professionnelle 2020-2021.

## Palmarès
- : 2e à la Ligue professionnelle 2020-2021.
- : 1re à la Coupe d'Amérique en 2022.
- : 1re à la Ligue professionnelle 2021-2022.